# Sternorsidis brunnea
Sternorsidis brunnea är en skalbaggsart som beskrevs av Stefan von Breuning 1959. Sternorsidis brunnea ingår i släktet Sternorsidis och familjen långhorningar. Inga underarter finns listade i Catalogue of Life.